# S.S. Lazio Pallamano
La Società Sportiva Lazio è stata la sezione di pallamano della Polisportiva S.S. Lazio avente sede a Roma, fondata nel 1980.

## Storia

### La fondazione e i primi anni
La Società Sportiva Lazio Pallamano nacque nel 1980; il primo Presidente fu Franco Cionci che rimase in carica fino al 1989. Inizialmente la squadra disputa gli incontri casalinghi all'impianto en plein air della Farnesina.
Il debutto della società avvenne a livello amatoriale, partendo dalla Serie D. I problemi da affrontare furono subito molti, oltre al terreno di gioco inadeguato, infatti, la società non aveva una vera e propria sede sociale. Nonostante ciò negli anni seguenti la Lazio arriva prima in Serie C e successivamente in Serie B.
La prima vera svolta arriva nel 1985, con gli ingaggi di giocatori di altissimo livello come Giuseppe Langiano, Dario Paroletti e Carlo Jurgens, campioni d'Italia nella stagione 1983-84 ed ex giocatori della Nazionale italiana. Da quest'anno le partite di campionato verranno disputate al Palazzetto di viale Tiziano.
L'innesto di questi elementi permette alla Lazio di compiere così progressivamente la scalata al vertice nazionale.

### L'approdo in serie A1
La squadra viene promossa in serie A2 nel 1988-89; la stagione successiva centra la promozione in serie A1.
Nelle stagioni 1990-91, 1991-92 e 1992-93 partecipa al quindi al massimo campionato italiano ottenendo come miglior risultato il 4º posto nel campionato 1991-92.
Nel 1993 il club si ritrova senza sponsorizzazione e così la squadra composta da soli giocatori juniores retrocede in Serie A2.
L'ultima stagione in serie A1 viene disputata nel 1994-95 e termina con una nuova retrocessione in serie A2.

### La rinuncia alla serie A e la chiusura dell'attività seniores
Nella stagione 1995-96 partecipa al campionato di Serie A2 ma alla quinta partita di campionato, data la difficile situazione finanziaria, il sodalizio romano è costretto a ritirare la squadra. La stagione 1996-97 vede il club partecipare al campionato di Serie B, ma per mancanza di budget, è inevitabile il ritiro dal torneo e la società decide di continuare l'attività giovanile.
Dal 1997 al 2004 la società quindi si è dedicata al solo settore giovanile.

### La rinascita
Nella stagione 2004-05 viene riformata la squadra seniores che partecipa al campionato di Serie B.

Dopo una lenta risalita dal 2012-13 ha partecipato nuovamente al massimo campionato italiano, dal quale è retrocessa in A2 nel 2016.

#### Campionato Under 19
Nella stagione 2015/2016 la squadra Under 19 arrivò seconda in campionato dietro al Gaeta, nella stagione 2016/2017 è stata un'annata da dimenticare, la Lazio arrivò solo penultima.

## Partecipazioni

### Campionati di 1º e 2º livello
| Livello | Categoria                        | Partecipazioni | Debutto   | Ultima stagione | Totale |
| ------- | -------------------------------- | -------------- | --------- | --------------- | ------ |
| 1°      | Serie A1                         | 4              | 1990-1991 | 1994-1995       | 8      |
| 1°      | Serie A - 1ª Divisione Nazionale | 2              | 2012-2013 | 2015-2016       | 8      |
| 2°      | Serie A2                         | 5              | 1988-1989 | 2016-2017       | 5      |
| 2°      | Serie A1                         | 1              | 2011-2012 | 2011-2012       | 5      |

### Coppe nazionali
| Coppa        | Partecipazioni | Debutto   | Ultima stagione |
| ------------ | -------------- | --------- | --------------- |
| Coppa Italia | 3              | 1992-1993 | 2011-2012       |

## Palasport
La Lazio Pallamano disputa le proprie gare interne presso il Centro sportivo Giulio Onesti di Roma.
L'impianto è di proprietà ed è gestito dal Comune di Roma. Ha una capienza complessiva di 600 posti a sedere.
Negli ultimi anni però la società si è trasferita a giocare al Palaramise di Settecamini.

## Under 19
Andrea Cecot (terzino)
 Andrea Gramiccia (ala)
 Cristian Valente (centrale)
 Daniele Aguzzi (terzino)
 Emanuele Bellini (portiere)
 Emanuele Galeazzi (pivot)
 Fabio Verdura (portiere)
 Federico Pelone (terzino)
 Felipe Micangeli (pivot)
 Flavio Castaldo (ala)
 Gabriele Falzi (centrale)
 Lorenzo Caprara (ala)
 Luca Frontoni (terzino)
 Lorenzo Mosca (pivot)
 Marco Conti (portiere)
 Matteo Spaziani (ala)
 Yuri Morales (ala)

### Staff
- Allenatore:  Giuseppe Langiano
- Dirigente accompagnatore:  Roberta D'Alatri